# Koppe armata
Koppe armata is een spinnensoort uit de familie van de bodemzakspinnen (Liocranidae).
De wetenschappelijke naam van de soort werd in 1896 als Medmassa armata gepubliceerd door Eugène Simon.